# Bílí Tygři Liberec
A Bílí Tygři Liberec egy cseh jégkorongcsapat Liberecben. A csapat az első osztályú Tipsport Extraligában játszik. A klub egyszeres cseh bajnok.

## Története
A csapatot 1956-ban alapították TJ Lokomotiva Liberec néven.

### Korábban használt nevek
- 1956 – TJ Lokomotiva Liberec (Tělovýchovná jednota Lokomotiva Liberec)
- 1961 – TJ Stadion Liberec (Tělovýchovná jednota Stadion Liberec)
- 1970 – TJ PS Stadion Liberec (Tělovýchovná jednota Pozemní stavby Stadion Liberec)
- 1990 – HC Stadion Liberec (Hockey Club Stadion Liberec)
- 1994 – HC Liberec (Hockey Club Liberec)
- 2000 – Bílí Tygři Liberec

## Helyezések
Cseh Extraliga-bajnok: 2015-16